# Digitalna knjižnica Pedagoškega inštituta v Ljubljani
Digitalna knjižnica je uredniško-založniška platforma za celovito digitalno izdajanje znanstvene literature, in sicer tako eno- in večavtorskih monografij ter učbenikov kot znanstvenokritičnih izdaj virov. Je del znanstvene založbe Pedagoškega inštituta v Ljubljani.

## Ozadje in zgodovina
Slovensko pišoči avtorji novega izvirnega znanstvenega spisja s področja družboslovja in humanistike (eno- in večavtorske monografije, učbeniki, znanstvenokritične izdaje slovstva ...) se v zadnjem desetletju in pol srečujejo z zmanjšanimi možnostmi za objavo svojih del v celoviti knjižni tiskani obliki, po objavi pa z nesistematično distribucijo, da bi bil skozi recepcijo mogoč širši družbeni odmev napisanega.
Kot odgovor je bila spomladi 2009 zasnovana in razvita digitalna, netiskana uredniško-založniška platforma Digitalna knjižnica, ki je dobila nato svoj sedež na Pedagoškem inštitutu v Ljubljani. Njeno gonilo je splošno in posebno vedenje o uredniški in izdajateljski teoriji, še zlasti pa praksi ter poseben (avtorsko zaščiten tehnološki) postopkovnik, ki omogoča hitro in kar najbolj ceneno pretvorbo besedila od rokopisa preko urejanja, opremljanja, oblikovanja in preloma do digitalizacije v obliki knjige in nazadnje posredovanja le-te bralcu v formi elektronske knjige (flipbook) in PDF datoteke, distribuirane na svetovnem spletu.

## Ekdotična in tehnološka podoba
Elektronske izdaje v Digitalni knjižnici izhajajo v obliki, ki je primerljiva s tiskano knjigo. Vsebujejo vse knjižne, knjigarske, bibliotekarske in druge elemente (definiran format, popolna knjižna struktura - predlist, naslovni list, kolofon z vsemi potrebnimi podatki, splošno kazalo, uvod, besedilo, povzetki, viri in literatura, imensko oz. stvarno kazalo -, tipografija, oprema, ustaljena oblika izdaje in zbirke, barvna sprednja in zadnja platnica z logotipi in črtno kodo) ter za raziskovalce predstavljajo popolni elektronski ustreznik tiskani izdaji ob dodatnih možnostih, ki jih omogoča elektronski medij (navzkrižne povezave, iskanje ...). Vsako besedilo je pred sprejemom v objavo ustrezno recenzirano s strani dveh kompetentnih raziskovalcev/raziskovalk zadevnega področja; recenzenta sta v kolofonu tudi navedena. Tako izdaje Digitalne knjižnice tudi v osebnih bibliografijah raziskovalcev (COBISS, SICRIS) zavzemajo enako težo kot tiski.
Vsaka izdaja je bralcem dostopna v integralni podobi, in sicer na dva načina: a) v nakladi do 100 izvodov (na CD/DVD nosilcu) za avtorja, javne knjižnice in javnosti ter b) v flipbook in pdf izvedbah, ki sta enaki izdaji za knjižnice ter sta dostopni na spletnem portalu Pedagoškega inštituta. Vsak flipbook in pdf vsebuje celotno, neokrnjeno izdajo, zaradi zaščite avtorskih pravic pa besedila in slikovne opreme iz datoteke ni mogoče izvažati ali kopirati. Vse izdaje so prosto dostopne znotraj pogojev slovenske licence Creative Commons 2.5 (priznanje avtorstva, nekomercialno, brez predelav). Izdaje Digitalne knjižnice so vključene v Digitalno knjižnico Slovenije - dLib.

## Razvoj in uredniški odbor
- Editološka zasnova Digitalne knjižnice, razvoj, oblikovanje, prelom in digitalizacija: doc. dr. Jonatan Vinkler; pri oblikovanju naslovnic zbirk Dissertationes, Compendia in Documenta sodeluje Helena Čebul.
- Uredniški odbor Digitalne knjižnice: red. prof. dr. Igor Ž. Žagar (glavni in odgovorni urednik), doc. dr. Jonatan Vinkler (pomočnik glavnega in odgovornega urednika), doc. dr. Janja Žmavc in doc. dr. Alenka Gril (članici uredniškega odbora)

## Zbirke
Platforma Digitalna knjižnica obsega štiri zbirke:
- Dissertationes kot urednik vodi red. prof. dr. Igor Ž. Žagar, namenjena pa je izdajanju novih in ponatisu že izdanih eno- in večavtorskih monografij s področja humanistike in družboslovja. Doslej izdane monografije:
  - Dissertationes 1: Igor Ž. Žagar, Od performativa do govornih dejanj[mrtva povezava]
  - Dissertationes 2: Darko Štrajn, Vzgoja družbe Arhivirano 2016-03-04 na Wayback Machine.
  - Dissertationes 3: Lidija Tavčar, Homo spectator (Uvod v muzejsko pedagogiko) Arhivirano 2016-03-07 na Wayback Machine.
  - Dissertationes 4: Igor Ž. Žagar in Mojca Schlamberger Brezar, Argumentacija v jeziku Arhivirano 2016-03-05 na Wayback Machine.
  - Dissertationes 5: Primož Krašovec in Igor Ž. Žagar (ur.), Medijska politika v postsocializmu[mrtva povezava]
  - Dissertationes 6: Oswald Ducrot, Slovenian lectures - Introduction into Argumentative Semantics Arhivirano 2016-03-06 na Wayback Machine.
  - Dissertationes 7: Aleš Gabrič, Sledi šolskega razvoja na Slovenskem Arhivirano 2016-03-09 na Wayback Machine.
  - Dissertationes 8: Tatjana Vonta, Organizirana predšolska vzgoja v izzivih družbenih sprememb[mrtva povezava]
  - Dissertationes 9: Sergej Flere (ur.), Kdo je uspešen v slovenskih šolah? Arhivirano 2011-10-13 na Wayback Machine.
  - Dissertationes 10: Polona Tratnik, Transumetnost. Kultura in umetnost v sodobnih globalnih pogojih Arhivirano 2011-10-25 na Wayback Machine.
- Zbirka Clavis litterarum Slovenicarum nastaja pod uredniško taktirko doc. dr. Jonatana Vinklerja; v njej bodo kot znanstvenokritične edicije objavljana dela slovenskega slovstva med 1550 in 1918. Prve izdaje v omenjeni zbirki bodo izšle jeseni 2010.
- V letu 2010 bodo v Digitalno knjižnico kot posebna samostojna enota vključena tudi že obstoječa Zbrana dela Primoža Trubarja, ki bo od 6. knjige naprej v digitalni podobi izhajala pri Pedagoškem inštitutu. Glavni urednik Zbranih del Primoža Trubarja je doc. dr. Jonatan Vinkler. Šesta knjiga Zbranih del Primoža Trubarja je izdaja, ki jo subvencionira Javna agencija za knjigo Republike Slovenije; izšla bo do konca leta 2010.
- Zbirko Compendia uredniško vodi doc. dr. Janja Žmavc, v njej se objavlja predvsem univerzitetne učbenike za posamezne predmete na fakultetah štirih slovenskih univerz ali zasebnih visokih šol. Izdaje v zbirki so:
  - Compendia 1: Sabina Žnidaršič Žagar, Ženski pa so vzrasle svetlejše dolžnosti nego kuhati in prati ...[mrtva povezava]
  - Compendia 2: Tatjana Vonta in sodelavke (ur.), Dejavnosti za predšolske otroke s poudarkom na spoznavanju matematičnih in naravoslovnih konceptov Arhivirano 2016-03-10 na Wayback Machine.
- Documenta: zbirka prinašala besedila, ki so besedilno manj obsežni rezultati raziskovalnega procesa (članek, nenatisnjeno javno predavanje, poročilo); zbirko uredniško vodi doc. dr. Alenka Gril. Doslej izdano:
  - Documenta 1: Igor Ž. Žagar, Jezikanja[mrtva povezava]